# П’єзоелектричний оптичний дефлектор
П’єзоелектричний (ПЕ) оптичний дефлектор (англ. Piezoelectric optical scanner) – пристрій, в якому відхилення оптичного променю у просторі досягається за допомогою зворотного п’єзоелектричного ефекту, що проявляється в деформації внесеного в електричне поле кристалу при певній орієнтації силових ліній поля та електричної осі кристалу і використанні цієї деформації для механічного повертання дзеркального відбивача. 

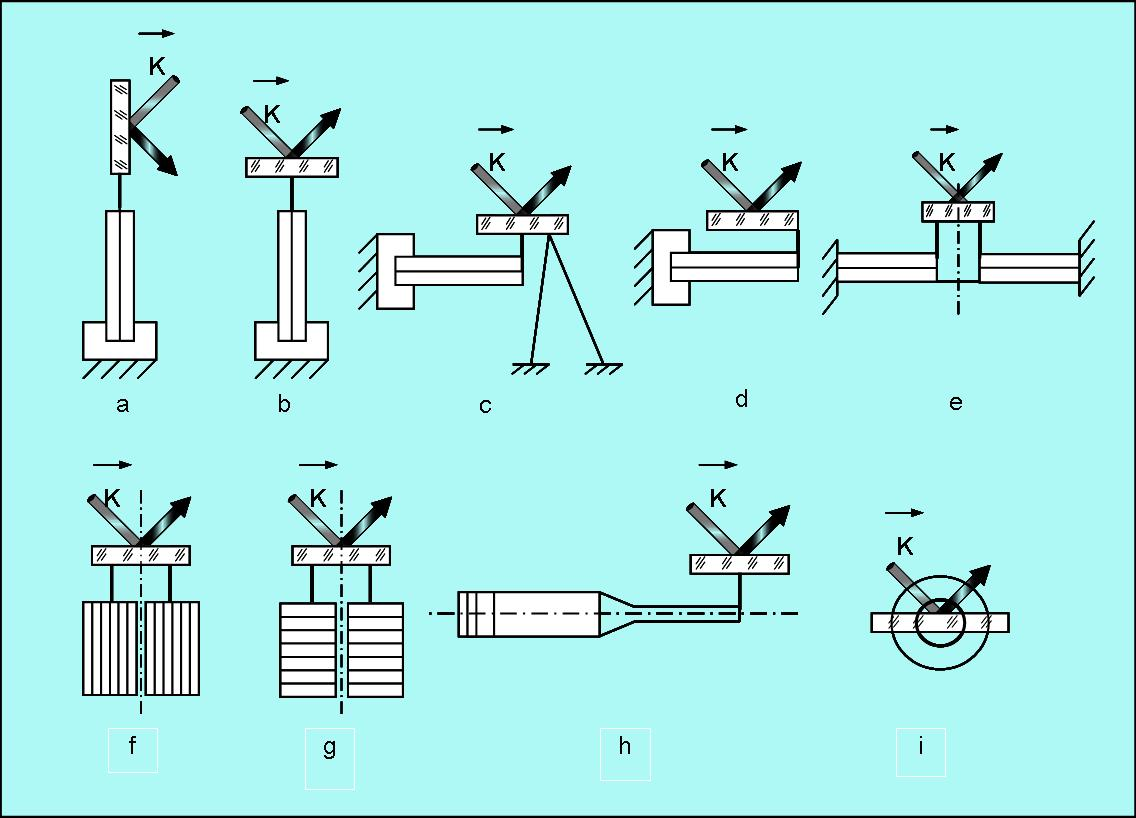
Схеми п’єзоелектричних оптичних дефлекторів

Явище п’єзоелектричного ефекту є характерним для кристалів-діелектриків, в яких відсутній центр симетрії Для виготовлення п’єзоелементів оптичних дефлекторів часто використовується п'єзокераміка. 

## Класифікація п’єзоелектричних оптичних дефлекторів
За просторовим відхиленням оптичного променю:
- однокоординатні
- двохкоордидатні

За числом біморфних пластин, що використовуються для однокоординатного відхиленням оптичного променю:
- однопластинчаті
- двопластинчаті

За конструктивними особливостями:
- пасивно-активні п’єзоелектричні оптичні дефлектори
- торцьові п’єзоелектричні оптичні дефлектори
- пружиноопорні п’єзоелектричні оптичні дефлектори
- п’єзоелектричні оптичні дефлектори зі спеціальним кріпленням дзеркального відбивача
- двохпластинчаті п’єзоелектричні оптичні дефлектори
- багатопрошаркові п’єзоелектричні оптичні дефлектори
- зіставлені п’єзоелектричні оптичні дефлектори
- п’єзоелектричні оптичні дефлектори з акустичними концентраторами
- фрикційні п’єзоелектричні оптичні дефлектори

## Схеми п’єзоелектричних оптичних дефлекторів
Пластинчатий пасивно-активний п’єзоелектричний оптичний дефлектор (а) складається з двох ділянок: активної у вигляді біморфного п’єзоелемента та пасивної у вигляді тонкої гнучкої металевої пластини.
Торцьовий дефлектор (b) включає біморфний п’єзоелемент, на торці якого закріплено дзеркальний відбивач зі скла або берилію.
В пружиноопорному п’єзоелектричному оптичному дефлекторі (c) дзеркальний відбивач встановлений на пружинній опорі, що є центром обертання. Приводом дзеркального відбивача служить біморфна п’єзоелектрична пластина.
П’єзоелектричний оптичний дефлектор зі спеціальним кріпленням дзеркального відбивача (d) є торцьовим ПЕ дефлектором, у якого площина дзеркального відбивача паралельна площині біморфного п`єзоелемента, а центр мас дзеркального відбивача наближений до центру його обертання.
Двохпластинчатий біморфний п’єзоелектричний оптичний дефлектор (е) включає дзеркальний відбивач та два біморфних п`єзоелемента. Один край кожного п`єзоелемента кріпиться консольно до основи, а інший – до ближнього або віддаленого краю дзеркального відбивача. Центр мас дзеркального відбивача практично збігається з центром його обертання.
В багатопрошарковому п’єзоелектричному оптичному дефлекторі (f) активні елементи складаються з певної кількості тонких п’єзоелектричних пластин – прошарків. Напрямок робочої деформації елемента перпендикулярний вектору напруженості електричного поля, а при розрахунку амплітуди робочої деформації елементів враховується п’єзоелектричний модуль d31.
В зіставленому п’єзоелектричному оптичному дефлекторі (g) активний елемент складається з великої кількості п`єзоелементів. Напрямок робочої деформації п`єзоелементів колінеарний вектору напруженості електричного поля, а при розрахунках амплітуди робочої деформації використовується п’єзоелектричний модуль d33, що приблизно в 3 рази перевищує п’єзоелектричний модуль d31.
П’єзоелектричний оптичний дефлектор з акустичним концентратором (h) є пристроєм, в якому збільшення кутового переміщення дзеркального відбивача, а відповідно, і скануючого оптичного пучка досягається за рахунок підсилення механічних коливань п`єзоелемента в акустичному концентраторі.
Фрикційний п’єзоелектричний оптичний дефлектор (i) є пристроєм, в якому кутове переміщення дзеркального відбивача досягається за рахунок складання послідовних у часі та просторі мікропереміщень п`єзоелементів при періодичній дії на них електричної напруги.